# マイケル・イードン
マイケル・イードン（英: Michael Yeadon）は、新型コロナウイルス感染症（COVID-19）の世界的流行、およびCOVID-19ワクチンの安全性に関する虚偽、または根拠のない主張を行ったことでメディアからの注目を集めたイギリスの薬理学者。2011年に製薬会社ファイザーの英国子会社・Pfizer UK（Pfizer Ltd）が事業再編を決め、アレルギーや呼吸器疾患の治療分野を含む複数の分野から撤退し、英国ケント州サンドウィッチにあった研究施設を閉鎖するまで、この研究施設にあったアレルギーと喘息などの呼吸器疾患の治療の研究開発部門における主任研究員（英: Chief Scientist、在職1995年 - 2011年10月）、およびVP（ヴァイスプレジデント、日本の企業では部長や次長にあたる役職。在職2005年1月 - 2011年10月）を務め、この研究部門の責任者だった。また、バイオテクノロジー企業・Ziarcoの共同設立者、および元最高経営責任者である。

## キャリア
イアン・キッチンの指導の下、オピオイドによる呼吸抑制における受容体メカニズムをテーマに博士論文を執筆し、イギリスのサリー大学で薬理学で博士号（Ph.D.）を取得した。1988年から1995年にかけて、ウェルカム研究所において、サルバドール・モンカダらとともに、気道過敏性やオゾン・窒素酸化物などの汚染物質の影響や、当時その研究所や他の研究機関でも行われていた（アスピリン喘息患者には体内のアラキドン酸代謝に異常があるため）5-LOやCOX等の酵素の働きを阻害する薬剤の創薬研究に参加し、肺の炎症作用を中心に研究に従事したとしている。
また、ケント州サンドウィッチに拠点を置くファイザー社のアレルギー・呼吸器疾患の研究開発部門の責任者として、喘息や慢性閉塞性肺疾患（COPD）の治療薬開発を監督した。ファイザー社では、標的の選定や新規分子の対人臨床試験への移行を担当した。彼の研究チームは、喘息・アレルギー性鼻炎・COPDを対象とした臨床試験において、良好な結果を示した吸入・経口NCEを開発したとしている。
2011年、ファイザー社はケント州の研究施設を閉鎖した。その後、イードンと彼の同僚3人は、バイオテクノロジー企業・Ziarcoを設立した。Ziarco社は、2017年に3億2500万ドルでノバルティスに売却された。

## COVID-19の誤情報拡散
イードンは、イギリスにおけるCOVID-19のパンデミックは、2020年10月に「事実上終了」し、感染の「第2波」は来ず、健康な人がSARS-CoV-2ウイルスを拡散することはないという虚偽の主張を行った。また、COVID-19ワクチンは不要かつ危険であり、女性に不妊症を引き起こす可能性があるという根拠のない主張も展開している。イードンとドイツ人医師のヴォルフガング・ヴォーダルクは、欧州医薬品庁に宛てた請願書において、mRNAワクチンが胎盤形成に必要なシンシチン-1を標的にするという虚偽の示唆を行い、すべてのワクチン試験を中止するよう求めた。これらの主張のいくつかは、ソーシャルメディア上で広く拡散されている。イードンは、ロックダウンやマスク着用の有効性を示すエビデンスが存在するにもかかわらず、それらを否定し、ワクチン接種は意図的な「大量人口削減計画」の一部であると主張し、接種者は3年以内に死亡すると述べた。

## 著書
- Yeadon, Michael; Diamant, Zuzana (2000). New and exploratory therapeutic agents for asthma. New York: Marcel Dekker. ISBN 0-585-25139-8. OCLC 45730917

## 参考資料
- シュレア, レイチェル (2021年8月11日). “新型ウイルスワクチン、妊娠にまつわる偽情報をファクトチェック”. BBC NEWS.  英国放送協会. 2021年9月9日閲覧。